# Natuurreservaat Hertenrits
Het Natuurreservaat Hertenrits is een archeologisch- en natuurreservaat aan de kust van Suriname. Het ligt ten noordwesten van Wageningen in het district Nickerie. Het natuurgebied werd in 1972 ingesteld en heeft een oppervlakte van circa honderd hectare. De naam -rits verwijst naar de ruggen van zand en schelpen evenwijdig aan de Surinaamse kust die ritsen genoemd worden.

## Archeologie

### Ontdekking
Het gebied is vooral van archeologische betekenis vanwege de woonlagen van inheemse Surinamers, die er onder leiding van Dr. D.C. Geijskes ontdekt zijn. Hij was directeur van het Surinaamse Museum en zelf meer entomoloog dan archeoloog, maar dat weerhield hem er niet van ook andere archeologische vindplaatsen te onderzoeken zoals  de Kwattacultuur in Tingi Holo even ten westen van Paramaribo in 1961. Later zou A.H. Versteeg daar zijn archeologische werk voortzetten. De woonlagen in Hertenrits gaan terug tot de eerste eeuwen van de jaartelling. In het district Nickerie zijn vondsten gedaan die 15.000 tot 20.000 jaar oud zijn.

Kaart van de locatie van Hertenrits en de andere vindplaatsen in de buurt

Er zijn historische beelden van de ontdekking van de archeologische vindplaats dankzij de archieven van Polygoon.

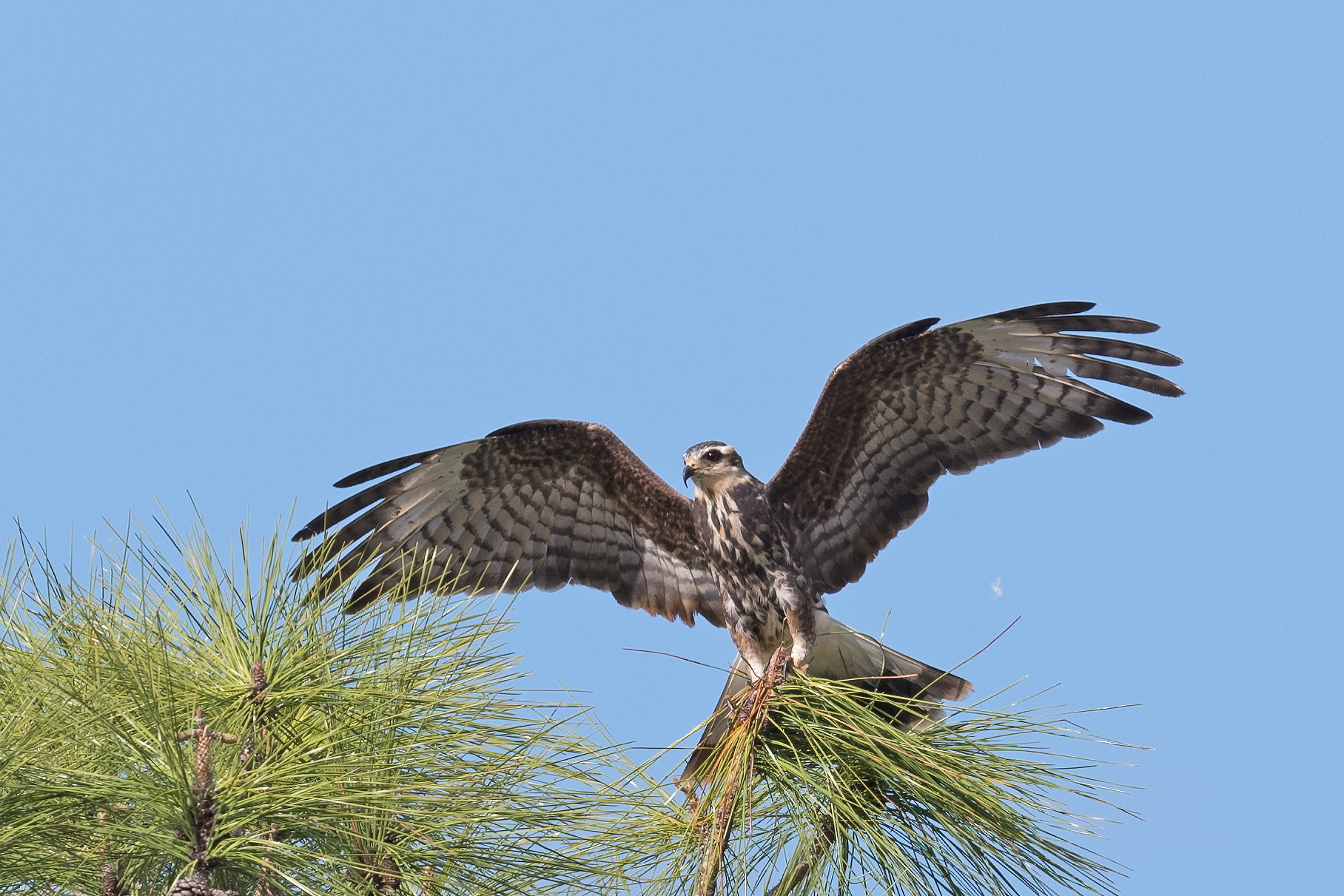
Een slakkenwouw

### Terpen
Hertenrits is onderdeel van een geheel van vier terpen die min of meer op een rechte lijn liggen en die alle tot de Hertenritscultuur behoren: Wageningen-3, Hertenrits zelf, Wageningen-2 en Wageningen-1. Wat verder weg zijn er nog vindplaatsen zoals de Burnside-terp en twee vindplaatsen die geen terpen zijn: Nickerie-2 en de vindplaats in de Prins Bernhard Polder. Koolstofdatering plaatst de cultuur rond het jaar 700 AD. Hertenrits zelf is de hoogste en grootste terp in Suriname en is waarschijnlijk ook langer bewoond geweest.

### Bewoning
De rits ligt even ten westen van de beide Buckleburg-heuvels (Buckleburg-I en II) die een volledig andere aardewerktraditie vertonen. Zij produceren Mabaruma-aardewerk dat tot de Barrancoïde traditie behoort, terwijl Hertenrits tot een Arauquinoïde traditie uit Venezuela behoort. De overgang lijkt abrupt geweest te zijn, wat wijst op een overname door een andere bevolkingsgroep en er kan gesproken worden van een eigen Hertenritscultuur die zo ontstond. De cultuur wordt ook op andere plekken teruggevonden, zoals in Peruvia.
Hertenrits is een terp waarop Arawakken zich, waarschijnlijk uit het Orinoco-gebied zijn komen vestigen. Ze bedreven natte maniokteelt en stonden op slechte voet met de oorspronkelijke inheemse, Karibische, bevolking. Dit conflict was nog gaande toen de koloniale tijd zijn intrede deed.

### Vondsten
Er zijn op vier plaatsen menselijke resten gevonden naast veel dierlijk materiaal, zoals lamantijn, meerval en krab. De menselijke beenderen werden in urnen bewaard. De plantaardige resten zijn interessant, inclusief de levende resten, die onderzocht zijn door te kijken wat voor flora er rond de terp te vinden is. Van zo'n 50% van wat er gevonden wordt, kan nagewezen worden dat het een voor de mens 'nuttige' plant geweest moet zijn. Dit is een erg hoog percentage. Vaak is dit niet meer dan 15% in Suriname, vooral in het binnenland. Wanneer Hertenrits verlaten is, is minder duidelijk. Er zijn geen koloniale resten gevonden. Het is mogelijk dat de plaats tegen 1500 verlaten werd.

## Natuur
De betekenis als natuurgebied is beperkt. Het is een vrij klein gebied, maar zo dicht bij de mangrovekust is er zeker ook fauna te vinden. Een vogel die er voorkomt is de pakro aka, de slakkenwouw. Voor deze zijn de dichtbij gelegen rijstvelden van de polders van Nieuw Nickerie een voedselbron; er zijn veel slakken te vinden. Deze worden door de rijsttelers echter bestreden met giftige chemicaliën die zich ophopen in de wouw en dan dodelijk kunnen zijn.
Hertenrits dat niet groter is dan 100 ha ligt binnen het Bijzonder Beheersgebied Bigi Pan dat 67.900 ha groot is. Binnen dit gebied dienen maatregelen te worden genomen die negatieve gevolgen van landbouwmethoden op de natuur tegen gaan.